# Last Good-bye
『Last Good-bye』（ラスト・グッバイ）はFIELD OF VIEWの3rdシングル。

## 解説
- TBS系『世界ふしぎ発見!』のエンディングテーマ曲として早くからオンエアされていた。
- キーボード担当の安部潤は本作のリリースを最後に脱退する事となった。
- 作詞を手掛けたZARDの坂井泉水はこの曲のセルフカバーを本作の発表時期と同じく秋に合わせるため、長い間見送られていた。結局セルフカバーは本作発表から10年後の『君とのDistance』に収録された。
- ジャケット写真は江戸川の食品工場跡で撮影された。
- ビデオクリップは初めて明るいスタジオで製作され、当時のメンバー全員で演奏しながら歌う様子と、外でのロケも敢行され、メンバー全員で歩く様子や車の後部座席で浅岡雄也が歌い、ギタリストの小田孝がギターを弾いている姿を交互に収録している。
- 『世界ふしぎ発見!』のエンディングで流れていた時は浅岡雄也が全コーラスパートを担当していたが、シングル及びそれを収録したアルバムでのコーラスパートでは男性コーラスが無くなり、女性コーラスで統一された。そのため歌番組に出演した時には、浅岡以外のメンバーはバックコーラスを勤めずに演奏に専念し、完全に2人の女性コーラスがバックコーラスを担当した。CDのコーラスは宇徳敬子。
- さらにこの曲から「この街で君と暮らしたい」（ただし、その間にリリースされた「Dreams」は除く）までは、『ミュージックステーション』に出演した時に一瞬で2人の女性バックコーラスにスポットライトが当てられるという演出が施された。

## 収録曲
1. Last Good-bye
作詞：坂井泉水 作曲：多々納好夫 編曲：葉山たけし
2. 夢見続けて今も
作詞・作曲：浅岡雄也 編曲：安部潤
3. Last Good-bye（オリジナル・カラオケ）

## 収録アルバム
- FIELD OF VIEW II (#1,2)
- SINGLES COLLECTION+4 (#1、リミックス・バージョン)
- the FIELD OF VIEW BEST 2001 Limited Edition of Asia (#1)
- Memorial BEST 〜Gift of Melodies〜 (#1)
- complete of FIELD OF VIEW at the BEING studio (#1)
- BEST OF BEST 1000 FIELD OF VIEW (#1)
- FIELD OF VIEW BEST HITS (#1)
- FIELD OF VIEW 25th Anniversary Extra Rare Best 2020 (#1,#2、#1は未発表テイク)